# Bradyidius saanichi
Bradyidius saanichi är en kräftdjursart som beskrevs av Mungo Park 1966. Bradyidius saanichi ingår i släktet Bradyidius och familjen Aetideidae. Inga underarter finns listade i Catalogue of Life.